# Modena FC
Modena Football Club är en italiensk fotbollsklubb från Modena, Emilia Romagna. Klubben bildades 1912 och spelar i Serie B.

## Historia
Modena FC bildades 5 april 1912 genom en sammanslagning av Associazione Studentesca del Calcio Modena och Football Club Audax Modena. Laget tog sig upp i Serie A första gången inför säsongen 1938/1939 efter att ha vunnit Serie B säsongen innan. Under ett par år var man ett jojolag, men  1946/1947 slutade man på en tredje plats i Serie A, klubbens bästa genom tiderna, och året efter,  1947/1948 på en femte. Året efter åkte man ur och man kom att tillbringa hela 1950-talet i Serie B. 
1962/1963 var man tillbaka i Serie A, men sejouren blev bara ettårig och även 1960-talet kom att till största delen tillbringas i Serie B.
Under 1970-talet sjönk laget ned i Serie C, där man även kom att tillbringa större delen av 1980-talet. I början av 80-talet lyckades man dock, som enda lag, att vinna Anglo-italienska cupen två år i rad, 1981 och 1982.
Efter flera svaga säsonger på 1990-talet tog sig laget åter upp i Serie B 2001 och året efter direkt upp i Serie A. Efter två år i högsta ligan åkte man tillbaka ned i Serie B 2003/2004

## Kända tidigare spelare
Se också Kategori:Spelare i Modena FC
- Asamoah Gyan
- Luca Toni

## Supporters
Lagets supportrar är generellt sett till vänster politiskt. Man har starka band med Sevilla, Venezia, Messina och Juve Stabia.
Lagets bittraste rivaler är lokalkonkurrenterna Bologna, Reggiana, Cesena och Parma. Men även matcherna mot Torino, Hellas Verona och Brescia är laddade.

## Meriter
- Mästare i Serie B: 2

1937-1938, 1942-1943
- Mästare i Serie C1:1

2000-2001
- Mästare i Anglo-italienska cupen:2

1981, 1982